# Convocazioni per il campionato europeo maschile di calcio 2008
Elenco dei giocatori convocati da ciascuna Nazionale partecipante agli Europei di calcio 2008.
Le liste ufficiali, composte da 23 giocatori di cui 3 portieri, sono state presentate all'UEFA il 28 maggio 2008. Nel caso un giocatore tra i convocati si infortuni seriamente prima della partita d'esordio della propria squadra e per questo non possa disputare la fase finale dell'Europeo, può essere sostituito da un altro.
L'età dei giocatori riportata è relativa al 7 giugno, data di inizio della manifestazione, il numero di presenze e gol al 28 maggio, data di presentazione delle liste.

## Gruppo A

### Svizzera
Allenatore:  Köbi Kuhn
Lista dei convocati resa nota il 28 maggio 2008.
| N. | Pos. | Giocatore            | Data nascita (età)    | Pres. | Reti | Squadra               |
| -- | ---- | -------------------- | --------------------- | ----- | ---- | --------------------- |
| 1  | P    | Diego Benaglio       | 8 settembre 1983 (24) | 9     | 0    | Wolfsburg             |
| 2  | D    | Johan Djourou        | 21 gennaio 1987 (21)  | 17    | 1    | Arsenal               |
| 3  | D    | Ludovic Magnin       | 20 aprile 1979 (29)   | 49    | 3    | Stoccarda             |
| 4  | D    | Philippe Senderos    | 14 febbraio 1985 (23) | 27    | 3    | Arsenal               |
| 5  | D    | Stephan Lichtsteiner | 16 gennaio 1984 (24)  | 11    | 0    | Lilla                 |
| 6  | C    | Benjamin Huggel      | 7 luglio 1977 (30)    | 24    | 0    | Basilea               |
| 7  | C    | Ricardo Cabanas      | 29 aprile 1979 (29)   | 49    | 4    | Grasshoppers          |
| 8  | C    | Gökhan Inler         | 27 giugno 1984 (23)   | 16    | 1    | Udinese               |
| 9  | A    | Alexander Frei       | 15 luglio 1979 (28)   | 58    | 33   | Borussia Dortmund     |
| 10 | C    | Hakan Yakın          | 22 febbraio 1977 (31) | 65    | 15   | Young Boys            |
| 11 | A    | Marco Streller       | 26 giugno 1981 (26)   | 27    | 11   | Basilea               |
| 12 | A    | Eren Derdiyok        | 12 giugno 1988 (19)   | 2     | 1    | Basilea               |
| 13 | D    | Stéphane Grichting   | 29 marzo 1979 (29)    | 17    | 0    | Auxerre               |
| 14 | C    | Daniel Gygax         | 28 agosto 1981 (26)   | 33    | 5    | Metz                  |
| 15 | C    | Gelson Fernandes     | 2 settembre 1986 (21) | 7     | 0    | Manchester City       |
| 16 | C    | Tranquillo Barnetta  | 22 maggio 1985 (23)   | 32    | 6    | Bayer Leverkusen      |
| 17 | D    | Christoph Spycher    | 30 marzo 1978 (30)    | 38    | 0    | Eintracht Francoforte |
| 18 | P    | Pascal Zuberbühler   | 8 gennaio 1971 (37)   | 50    | 0    | Neuchâtel Xamax       |
| 19 | C    | Valon Behrami        | 19 aprile 1985 (23)   | 15    | 2    | Lazio                 |
| 20 | D    | Patrick Müller       | 31 dicembre 1976 (31) | 77    | 3    | Lione                 |
| 21 | P    | Eldin Jakupović      | 2 ottobre 1984 (23)   | 0     | 0    | Grasshoppers          |
| 22 | A    | Johan Vonlanthen     | 1º febbraio 1986 (22) | 29    | 5    | Red Bull Salisburgo   |
| 23 | D    | Philipp Degen        | 25 febbraio 1983 (25) | 29    | 0    | Borussia Dortmund     |

### Rep. Ceca
Allenatore:  Karel Brückner
Lista dei convocati resa nota il 14 maggio 2008.
| N. | Pos. | Giocatore         | Data nascita (età)     | Pres. | Reti | Squadra               |
| -- | ---- | ----------------- | ---------------------- | ----- | ---- | --------------------- |
| 1  | P    | Petr Čech         | 20 maggio 1982 (26)    | 58    | 0    | Chelsea               |
| 2  | D    | Zdeněk Grygera    | 14 maggio 1980 (28)    | 53    | 2    | Juventus              |
| 3  | C    | Jan Polák         | 14 marzo 1981 (27)     | 37    | 6    | Anderlecht            |
| 4  | C    | Tomáš Galásek     | 15 gennaio 1973 (35)   | 31    | 6    | Norimberga            |
| 5  | D    | Radoslav Kováč    | 27 novembre 1979 (28)  | 22    | 1    | Spartak Mosca         |
| 6  | D    | Marek Jankulovski | 9 maggio 1977 (31)     | 63    | 10   | Milan                 |
| 7  | C    | Libor Sionko      | 1º febbraio 1977 (31)  | 61    | 15   | Copenaghen            |
| 8  | A    | Martin Fenin      | 16 aprile 1987 (21)    | 5     | 0    | Eintracht Francoforte |
| 9  | A    | Jan Koller        | 30 marzo 1973 (35)     | 86    | 53   | Norimberga            |
| 10 | A    | Václav Svěrkoš    | 1º novembre 1983 (24)  | 1     | 0    | Baník Ostrava         |
| 11 | C    | Stanislav Vlček   | 26 febbraio 1976 (32)  | 10    | 0    | Anderlecht            |
| 12 | D    | Zdeněk Pospěch    | 14 dicembre 1978 (29)  | 7     | 0    | Copenaghen            |
| 13 | D    | Michal Kadlec     | 13 dicembre 1984 (23)  | 5     | 0    | Sparta Praga          |
| 14 | C    | David Jarolím     | 17 maggio 1979 (29)    | 15    | 1    | Amburgo               |
| 15 | A    | Milan Baroš       | 20 ottobre 1981 (26)   | 64    | 31   | Portsmouth            |
| 16 | P    | Jaromír Blažek    | 19 dicembre 1972 (35)  | 14    | 0    | Norimberga            |
| 17 | C    | Marek Matějovský  | 20 dicembre 1981 (26)  | 9     | 1    | Reading               |
| 18 | D    | Tomáš Sivok       | 15 settembre 1983 (24) | 5     | 0    | Sparta Praga          |
| 19 | C    | Rudolf Skácel     | 17 luglio 1979 (28)    | 4     | 1    | Hertha Berlino        |
| 20 | C    | Jaroslav Plašil   | 5 gennaio 1982 (26)    | 36    | 2    | Osasuna               |
| 21 | D    | Tomáš Ujfaluši    | 24 marzo 1978 (30)     | 67    | 2    | Fiorentina            |
| 22 | D    | David Rozehnal    | 5 luglio 1980 (27)     | 44    | 0    | Lazio                 |
| 23 | P    | Daniel Zítka      | 20 giugno 1976 (31)    | 1     | 0    | Anderlecht            |

### Portogallo
Allenatore:  Luiz Felipe Scolari
Lista dei convocati resa nota il 12 maggio 2008. I numeri di maglia sono stati assegnati il 20 maggio 2008.
| N. | Pos. | Giocatore           | Data nascita (età)     | Pres. | Reti | Squadra          |
| -- | ---- | ------------------- | ---------------------- | ----- | ---- | ---------------- |
| 1  | P    | Ricardo             | 11 febbraio 1976 (32)  | 74    | 0    | Betis Siviglia   |
| 2  | D    | Paulo Ferreira      | 18 gennaio 1981 (27)   | 46    | 0    | Chelsea          |
| 3  | D    | Bruno Alves         | 27 novembre 1981 (26)  | 10    | 1    | Porto            |
| 4  | D    | José Bosingwa       | 24 agosto 1982 (25)    | 6     | 0    | Porto            |
| 5  | D    | Fernando Meira      | 5 giugno 1978 (30)     | 48    | 2    | Stoccarda        |
| 6  | C    | Raúl Meireles       | 17 marzo 1983 (25)     | 8     | 0    | Porto            |
| 7  | A    | Cristiano Ronaldo   | 5 febbraio 1985 (23)   | 54    | 20   | Manchester Utd   |
| 8  | C    | Petit               | 25 settembre 1976 (31) | 53    | 4    | Benfica          |
| 9  | A    | Hugo Almeida        | 23 maggio 1984 (24)    | 8     | 2    | Werder Brema     |
| 10 | C    | João Moutinho       | 9 settembre 1986 (21)  | 12    | 0    | Sporting Lisbona |
| 11 | A    | Simão               | 31 ottobre 1979 (29)   | 60    | 14   | Atlético Madrid  |
| 12 | P    | Nuno Espírito Santo | 25 gennaio 1974 (34)   | 0     | 0    | Porto            |
| 13 | D    | Miguel              | 4 gennaio 1980 (28)    | 46    | 1    | Valencia         |
| 14 | D    | Jorge Ribeiro       | 9 novembre 1981 (26)   | 8     | 0    | Boavista         |
| 15 | D    | Pepe                | 26 febbraio 1983 (25)  | 2     | 0    | Real Madrid      |
| 16 | D    | Ricardo Carvalho    | 18 maggio 1978 (30)    | 42    | 4    | Chelsea          |
| 17 | A    | Ricardo Quaresma    | 26 settembre 1983 (24) | 20    | 2    | Porto            |
| 18 | C    | Miguel Veloso       | 11 maggio 1986 (22)    | 5     | 0    | Sporting Lisbona |
| 19 | C    | Nani                | 17 novembre 1986 (21)  | 12    | 1    | Manchester Utd   |
| 20 | C    | Deco                | 27 agosto 1977 (30)    | 52    | 3    | Barcellona       |
| 21 | A    | Nuno Gomes          | 5 luglio 1976 (31)     | 68    | 28   | Benfica          |
| 22 | P    | Rui Patrício        | 15 febbraio 1988 (20)  | 0     | 0    | Sporting Lisbona |
| 23 | A    | Hélder Postiga      | 2 agosto 1982 (25)     | 31    | 10   | Panathīnaïkos    |

### Turchia
Allenatore:  Fatih Terim
Lista dei convocati resa nota il 28 maggio 2008.
| N. | Pos. | Giocatore            | Data nascita (età)    | Pres. | Reti | Squadra       |
| -- | ---- | -------------------- | --------------------- | ----- | ---- | ------------- |
| 1  | P    | Rüştü Reçber         | 10 maggio 1973 (35)   | 116   | 0    | Beşiktaş      |
| 2  | D    | Servet Çetin         | 17 marzo 1981 (27)    | 21    | 1    | Galatasaray   |
| 3  | D    | Hakan Balta          | 23 marzo 1983 (25)    | 8     | 2    | Galatasaray   |
| 4  | D    | Gökhan Zan           | 7 settembre 1981 (26) | 18    | 0    | Beşiktaş      |
| 5  | C    | Emre Belözoğlu       | 7 settembre 1980 (27) | 55    | 4    | Newcastle Utd |
| 6  | C    | Mehmet Topal         | 3 marzo 1986 (22)     | 3     | 0    | Galatasaray   |
| 7  | C    | Mehmet Aurélio       | 15 dicembre 1977 (30) | 18    | 1    | Fenerbahçe    |
| 8  | A    | Nihat Kahveci        | 23 novembre 1979 (29) | 54    | 15   | Villarreal    |
| 9  | A    | Semih Şentürk        | 29 aprile 1983 (25)   | 4     | 0    | Fenerbahçe    |
| 10 | A    | Gökdeniz Karadeniz   | 11 gennaio 1980 (28)  | 46    | 6    | Rubin         |
| 11 | C    | Tümer Metin          | 14 ottobre 1974 (33)  | 24    | 7    | Larissa       |
| 12 | P    | Tolga Zengin         | 10 ottobre 1983 (24)  | 2     | 0    | Trabzonspor   |
| 13 | D    | Emre Güngör          | 1º agosto 1984 (23)   | 2     | 0    | Galatasaray   |
| 14 | C    | Arda Turan           | 30 gennaio 1987 (21)  | 18    | 1    | Galatasaray   |
| 15 | D    | Emre Aşık            | 13 dicembre 1973 (34) | 27    | 2    | Ankaraspor    |
| 16 | D    | Uğur Boral           | 14 aprile 1982 (26)   | 8     | 0    | Fenerbahçe    |
| 17 | A    | Tuncay Şanlı         | 16 gennaio 1982 (26)  | 58    | 14   | Middlesbrough |
| 18 | C    | Colin Kâzım-Richards | 26 agosto 1986 (21)   | 3     | 0    | Fenerbahçe    |
| 19 | C    | Ayhan Akman          | 23 febbraio 1977 (31) | 8     | 0    | Galatasaray   |
| 20 | D    | Sabri Sarıoğlu       | 26 luglio 1984 (23)   | 13    | 1    | Galatasaray   |
| 21 | A    | Mevlüt Erdinç        | 25 febbraio 1987 (21) | 3     | 0    | Sochaux       |
| 22 | C    | Hamit Altıntop       | 8 dicembre 1982 (25)  | 41    | 2    | Bayern Monaco |
| 23 | P    | Volkan Demirel       | 27 ottobre 1981 (26)  | 20    | 0    | Fenerbahçe    |

## Gruppo B

### Austria
Allenatore:  Josef Hickersberger
Lista dei convocati resa nota il 28 maggio 2008.
| N. | Pos. | Giocatore           | Data nascita (età)     | Pres. | Reti | Squadra             |
| -- | ---- | ------------------- | ---------------------- | ----- | ---- | ------------------- |
| 1  | P    | Alexander Manninger | 4 giugno 1977 (31)     | 26    | 0    | Siena               |
| 2  | C    | Joachim Standfest   | 30 maggio 1980 (28)    | 30    | 2    | Austria Vienna      |
| 3  | D    | Martin Stranzl      | 16 giugno 1980 (27)    | 44    | 2    | Spartak Mosca       |
| 4  | D    | Emanuel Pogatetz    | 16 gennaio 1983 (25)   | 26    | 1    | Middlesbrough       |
| 5  | C    | Christian Fuchs     | 7 aprile 1986 (22)     | 17    | 0    | Mattersburg         |
| 6  | C    | René Aufhauser      | 21 giugno 1976 (31)    | 50    | 10   | Red Bull Salisburgo |
| 7  | C    | Ivica Vastić        | 29 settembre 1969 (38) | 47    | 12   | LASK Linz           |
| 8  | C    | Christoph Leitgeb   | 14 aprile 1985 (23)    | 18    | 0    | Red Bull Salisburgo |
| 9  | A    | Roland Linz         | 9 agosto 1981 (26)     | 30    | 5    | Sporting Braga      |
| 10 | C    | Andreas Ivanschitz  | 15 ottobre 1983 (24)   | 38    | 6    | Panathīnaïkos       |
| 11 | C    | Ümit Korkmaz        | 17 settembre 1985 (22) | 1     | 0    | Rapid Vienna        |
| 12 | D    | Ronald Gërçaliu     | 12 febbraio 1986 (22)  | 10    | 0    | Austria Vienna      |
| 13 | D    | Markus Katzer       | 11 dicembre 1979 (28)  | 10    | 0    | Rapid Vienna        |
| 14 | D    | György Garics       | 8 marzo 1984 (24)      | 11    | 1    | Napoli              |
| 15 | D    | Sebastian Prödl     | 21 giugno 1987 (20)    | 9     | 2    | Sturm Graz          |
| 16 | D    | Jürgen Patocka      | 30 luglio 1977 (30)    | 2     | 0    | Rapid Vienna        |
| 17 | D    | Martin Hiden        | 11 marzo 1973 (35)     | 48    | 2    | Austria Kärnten     |
| 18 | A    | Roman Kienast       | 29 marzo 1984 (24)     | 6     | 1    | Ham-Kam             |
| 19 | C    | Jürgen Säumel       | 8 settembre 1984 (23)  | 10    | 0    | Sturm Graz          |
| 20 | A    | Martin Harnik       | 10 giugno 1987 (20)    | 7     | 1    | Werder Brema        |
| 21 | P    | Jürgen Macho        | 24 agosto 1977 (30)    | 14    | 0    | AEK Atene           |
| 22 | A    | Erwin Hoffer        | 14 aprile 1987 (21)    | 3     | 0    | Rapid Vienna        |
| 23 | P    | Ramazan Özcan       | 28 giugno 1984 (23)    | 0     | 0    | Hoffenheim          |

### Croazia
Allenatore:  Slaven Bilić
Lista dei convocati resa nota il 5 maggio 2008.
| N. | Pos. | Giocatore        | Data nascita (età)     | Pres. | Reti | Squadra             |
| -- | ---- | ---------------- | ---------------------- | ----- | ---- | ------------------- |
| 1  | P    | Stipe Pletikosa  | 8 gennaio 1979 (29)    | 68    | 0    | Spartak Mosca       |
| 2  | D    | Dario Šimić      | 12 novembre 1975 (32)  | 98    | 3    | Milan               |
| 3  | D    | Josip Šimunić    | 18 febbraio 1978 (30)  | 61    | 3    | Hertha Berlino      |
| 4  | D    | Robert Kovač     | 6 aprile 1974 (34)     | 73    | 0    | Borussia Dortmund   |
| 5  | D    | Vedran Ćorluka   | 5 febbraio 1986 (22)   | 19    | 0    | Manchester City     |
| 6  | D    | Hrvoje Vejić     | 8 giugno 1977 (30)     | 2     | 0    | Tom' Tomsk          |
| 7  | C    | Ivan Rakitić     | 10 marzo 1988 (20)     | 7     | 1    | Schalke 04          |
| 8  | C    | Ognjen Vukojević | 20 dicembre 1983 (24)  | 4     | 1    | Dinamo Zagabria     |
| 9  | A    | Nikola Kalinić   | 5 gennaio 1988 (20)    | 1     | 0    | Hajduk Spalato      |
| 10 | C    | Niko Kovač       | 15 ottobre 1971 (36)   | 76    | 13   | Red Bull Salisburgo |
| 11 | C    | Darijo Srna      | 1º maggio 1982 (26)    | 54    | 15   | Šakhtar             |
| 12 | P    | Mario Galinović  | 15 novembre 1976 (31)  | 2     | 0    | Panathīnaïkos       |
| 13 | C    | Nikola Pokrivač  | 26 novembre 1985 (22)  | 1     | 0    | Monaco              |
| 14 | C    | Luka Modrić      | 9 settembre 1985 (22)  | 25    | 3    | Dinamo Zagabria     |
| 15 | D    | Dario Knežević   | 20 aprile 1982 (26)    | 6     | 1    | Livorno             |
| 16 | C    | Jerko Leko       | 9 aprile 1980 (28)     | 52    | 2    | Monaco              |
| 17 | A    | Ivan Klasnić     | 29 gennaio 1980 (28)   | 28    | 8    | Werder Brema        |
| 18 | A    | Ivica Olić       | 14 settembre 1979 (28) | 53    | 9    | Amburgo             |
| 19 | C    | Niko Kranjčar    | 13 agosto 1984 (23)    | 40    | 7    | Portsmouth          |
| 20 | A    | Igor Budan       | 22 aprile 1980 (28)    | 5     | 0    | Parma               |
| 21 | A    | Mladen Petrić    | 1º gennaio 1981 (27)   | 22    | 9    | Borussia Dortmund   |
| 22 | C    | Danijel Pranjić  | 2 dicembre 1981 (26)   | 10    | 0    | Heerenveen          |
| 23 | P    | Vedran Runje     | 10 febbraio 1976 (32)  | 4     | 0    | Lens                |

### Germania
Allenatore:  Joachim Löw
Lista dei convocati resa nota il 28 maggio 2008.
| N. | Pos. | Giocatore              | Data nascita (età)     | Pres. | Reti | Squadra                  |
| -- | ---- | ---------------------- | ---------------------- | ----- | ---- | ------------------------ |
| 1  | P    | Jens Lehmann           | 10 novembre 1969 (38)  | 54    | 0    | Arsenal                  |
| 2  | D    | Marcell Jansen         | 4 novembre 1985 (22)   | 21    | 1    | Bayern Monaco            |
| 3  | D    | Arne Friedrich         | 29 maggio 1979 (29)    | 56    | 0    | Hertha Berlino           |
| 4  | D    | Clemens Fritz          | 7 dicembre 1980 (27)   | 13    | 2    | Werder Brema             |
| 5  | D    | Heiko Westermann       | 14 agosto 1983 (24)    | 2     | 0    | Schalke 04               |
| 6  | C    | Simon Rolfes           | 21 gennaio 1982 (26)   | 9     | 0    | Bayer Leverkusen         |
| 7  | C    | Bastian Schweinsteiger | 1º agosto 1984 (23)    | 36    | 9    | Bayern Monaco            |
| 8  | C    | Torsten Frings         | 22 novembre 1976 (31)  | 71    | 10   | Werder Brema             |
| 9  | A    | Mario Gómez            | 10 luglio 1985 (22)    | 9     | 6    | Stoccarda                |
| 10 | A    | Oliver Neuville        | 1º maggio 1973 (35)    | 67    | 9    | Borussia Mönchengladbach |
| 11 | A    | Miroslav Klose         | 9 giugno 1978 (30)     | 75    | 39   | Bayern Monaco            |
| 12 | P    | Robert Enke            | 24 agosto 1977 (30)    | 1     | 0    | Hannover 96              |
| 13 | C    | Michael Ballack        | 26 settembre 1976 (31) | 80    | 35   | Chelsea                  |
| 14 | C    | Piotr Trochowski       | 22 marzo 1984 (24)     | 12    | 0    | Amburgo                  |
| 15 | C    | Thomas Hitzlsperger    | 5 aprile 1982 (26)     | 33    | 5    | Stoccarda                |
| 16 | D    | Philipp Lahm           | 11 novembre 1983 (24)  | 40    | 1    | Bayern Monaco            |
| 17 | D    | Per Mertesacker        | 29 settembre 1984 (23) | 42    | 1    | Werder Brema             |
| 18 | C    | Tim Borowski           | 2 maggio 1980 (28)     | 31    | 2    | Werder Brema             |
| 19 | C    | David Odonkor          | 21 febbraio 1984 (24)  | 12    | 1    | Betis Siviglia           |
| 20 | A    | Lukas Podolski         | 4 giugno 1985 (23)     | 47    | 25   | Bayern Monaco            |
| 21 | D    | Christoph Metzelder    | 5 novembre 1980 (27)   | 40    | 0    | Real Madrid              |
| 22 | A    | Kevin Kurányi          | 2 marzo 1982 (26)      | 46    | 19   | Schalke 04               |
| 23 | P    | René Adler             | 15 gennaio 1985 (23)   | 0     | 0    | Bayer Leverkusen         |

### Polonia
Allenatore:  Leo Beenhakker
Lista dei convocati resa nota il 28 maggio 2008.
| N. | Pos. | Giocatore            | Data nascita (età)     | Pres. | Reti | Squadra          |
| -- | ---- | -------------------- | ---------------------- | ----- | ---- | ---------------- |
| 1  | P    | Artur Boruc          | 20 febbraio 1980 (28)  | 33    | 0    | Celtic           |
| 2  | D    | Mariusz Jop          | 8 marzo 1978 (30)      | 23    | 0    | FK Mosca         |
| 3  | D    | Jakub Wawrzyniak     | 7 luglio 1983 (24)     | 7     | 0    | Legia Varsavia   |
| 4  | D    | Paweł Golański       | 12 ottobre 1982 (25)   | 9     | 1    | Steaua Bucarest  |
| 5  | C    | Dariusz Dudka        | 9 dicembre 1983 (24)   | 25    | 2    | Wisła Cracovia   |
| 6  | D    | Jacek Bąk            | 24 marzo 1973 (35)     | 93    | 3    | Austria Vienna   |
| 7  | A    | Euzebiusz Smolarek   | 9 gennaio 1981 (27)    | 30    | 13   | Racing Santander |
| 8  | C    | Jacek Krzynówek      | 15 maggio 1976 (32)    | 77    | 14   | Wolfsburg        |
| 9  | A    | Maciej Żurawski      | 11 settembre 1976 (31) | 69    | 17   | Larissa          |
| 10 | C    | Łukasz Garguła       | 25 febbraio 1981 (27)  | 11    | 1    | Bełchatów        |
| 11 | A    | Marek Saganowski     | 31 ottobre 1978 (29)   | 22    | 3    | Southampton      |
| 12 | P    | Wojciech Kowalewski  | 11 settembre 1977 (30) | 10    | 0    | Korona Kielce    |
| 13 | D    | Marcin Wasilewski    | 9 giugno 1980 (27)     | 26    | 1    | Anderlecht       |
| 14 | D    | Michał Żewłakow      | 22 aprile 1976 (32)    | 75    | 2    | Olympiakos       |
| 15 | C    | Michał Pazdan        | 21 settembre 1987 (20) | 5     | 0    | Górnik Zabrze    |
| 16 | A    | Łukasz Piszczek      | 3 giugno 1985 (23)     | 3     | 0    | Hertha Berlino   |
| 17 | C    | Wojciech Łobodziński | 20 ottobre 1982 (25)   | 15    | 2    | Wisła Cracovia   |
| 18 | C    | Mariusz Lewandowski  | 18 maggio 1979 (29)    | 46    | 3    | Šakhtar          |
| 19 | C    | Rafał Murawski       | 9 ottobre 1981 (26)    | 9     | 1    | Lech Poznań      |
| 20 | C    | Roger Guerreiro      | 25 maggio 1982 (26)    | 1     | 0    | Legia Varsavia   |
| 21 | A    | Tomasz Zahorski      | 22 novembre 1984 (23)  | 8     | 1    | Górnik Zabrze    |
| 22 | P    | Łukasz Fabiański     | 18 aprile 1985 (23)    | 8     | 0    | Arsenal          |
| 23 | D    | Adam Kokoszka        | 6 ottobre 1986 (21)    | 7     | 2    | Wisła Cracovia   |

## Gruppo C

### Paesi Bassi
Allenatore:  Marco van Basten
Lista dei convocati resa nota il 27 maggio 2008.
| N. | Pos. | Giocatore                  | Data nascita (età)     | Pres. | Reti | Squadra        |
| -- | ---- | -------------------------- | ---------------------- | ----- | ---- | -------------- |
| 1  | P    | Edwin van der Sar          | 29 ottobre 1970 (37)   | 123   | 0    | Manchester Utd |
| 2  | D    | André Ooijer               | 11 luglio 1974 (33)    | 34    | 2    | Blackburn      |
| 3  | D    | John Heitinga              | 15 novembre 1983 (24)  | 34    | 5    | Ajax           |
| 4  | D    | Joris Mathijsen            | 5 aprile 1980 (28)     | 28    | 2    | Amburgo        |
| 5  | C    | Giovanni van Bronckhorst   | 5 febbraio 1975 (33)   | 74    | 4    | Feyenoord      |
| 6  | C    | Demy de Zeeuw              | 26 maggio 1983 (24)    | 11    | 0    | AZ Alkmaar     |
| 7  | A    | Robin van Persie           | 6 agosto 1983 (24)     | 23    | 7    | Arsenal        |
| 8  | C    | Orlando Engelaar           | 24 agosto 1979 (28)    | 4     | 0    | Twente         |
| 9  | A    | Ruud van Nistelrooy        | 1º luglio 1976 (31)    | 59    | 30   | Real Madrid    |
| 10 | C    | Wesley Sneijder            | 9 giugno 1984 (23)     | 42    | 8    | Real Madrid    |
| 11 | A    | Arjen Robben               | 23 gennaio 1984 (24)   | 31    | 8    | Real Madrid    |
| 12 | D    | Mario Melchiot             | 4 novembre 1976 (31)   | 19    | 0    | Wigan          |
| 13 | P    | Henk Timmer                | 3 dicembre 1971 (36)   | 4     | 0    | Feyenoord      |
| 14 | D    | Wilfred Bouma              | 15 giugno 1978 (29)    | 33    | 2    | Aston Villa    |
| 15 | D    | Tim de Cler                | 8 novembre 1978 (29)   | 11    | 0    | Feyenoord      |
| 16 | P    | Maarten Stekelenburg       | 22 settembre 1982 (25) | 11    | 0    | Ajax           |
| 17 | C    | Nigel de Jong              | 30 novembre 1984 (23)  | 20    | 0    | Amburgo        |
| 18 | A    | Dirk Kuijt                 | 22 luglio 1980 (27)    | 36    | 7    | Liverpool      |
| 19 | A    | Klaas Jan Huntelaar        | 12 agosto 1983 (24)    | 12    | 7    | Ajax           |
| 20 | C    | Ibrahim Afellay            | 2 aprile 1986 (22)     | 3     | 0    | PSV            |
| 21 | D    | Khalid Boulahrouz          | 28 dicembre 1981 (26)  | 22    | 0    | Siviglia       |
| 22 | A    | Jan Vennegoor of Hesselink | 7 novembre 1978 (29)   | 14    | 3    | Celtic         |
| 23 | C    | Rafael van der Vaart       | 11 febbraio 1983 (25)  | 51    | 12   | Amburgo        |

### Italia
Allenatore:  Roberto Donadoni
Lista dei convocati resa nota il 28 maggio 2008. Alessandro Gamberini venne convocato il 2 giugno 2008 per sostituire Fabio Cannavaro, inizialmente in lista ma infortunatosi alla caviglia prima dell'inizio della manifestazione. 
| N. | Pos. | Giocatore               | Data nascita (età)     | Pres. | Reti | Squadra       |
| -- | ---- | ----------------------- | ---------------------- | ----- | ---- | ------------- |
| 1  | P    | Gianluigi Buffon        | 28 gennaio 1978 (30)   | 81    | 0    | Juventus      |
| 2  | D    | Christian Panucci       | 12 aprile 1973 (35)    | 52    | 3    | Roma          |
| 3  | D    | Fabio Grosso            | 28 novembre 1977 (30)  | 30    | 3    | Lione         |
| 4  | D    | Giorgio Chiellini       | 14 agosto 1984 (23)    | 9     | 1    | Juventus      |
| 5  | D    | Alessandro Gamberini    | 27 agosto 1981 (26)    | 2     | 0    | Fiorentina    |
| 6  | D    | Andrea Barzagli         | 8 maggio 1981 (27)     | 21    | 0    | Palermo       |
| 7  | A    | Alessandro Del Piero    | 9 novembre 1974 (33)   | 85    | 27   | Juventus      |
| 8  | C    | Gennaro Gattuso         | 9 gennaio 1978 (30)    | 57    | 1    | Milan         |
| 9  | A    | Luca Toni               | 26 maggio 1977 (31)    | 33    | 15   | Bayern Monaco |
| 10 | C    | Daniele De Rossi        | 24 luglio 1983 (24)    | 33    | 4    | Roma          |
| 11 | A    | Antonio Di Natale       | 13 ottobre 1977 (30)   | 17    | 5    | Udinese       |
| 12 | A    | Marco Borriello         | 18 giugno 1982 (25)    | 3     | 0    | Genoa         |
| 13 | C    | Massimo Ambrosini       | 29 maggio 1977 (31)    | 30    | 0    | Milan         |
| 14 | P    | Marco Amelia            | 2 aprile 1982 (26)     | 6     | 0    | Livorno       |
| 15 | A    | Fabio Quagliarella      | 31 gennaio 1983 (25)   | 8     | 3    | Udinese       |
| 16 | C    | Mauro Germán Camoranesi | 4 ottobre 1976 (31)    | 34    | 3    | Juventus      |
| 17 | P    | Morgan De Sanctis       | 26 marzo 1977 (31)     | 2     | 0    | Siviglia      |
| 18 | A    | Antonio Cassano         | 12 luglio 1982 (25)    | 10    | 3    | Sampdoria     |
| 19 | D    | Gianluca Zambrotta      | 19 febbraio 1977 (31)  | 70    | 2    | Barcellona    |
| 20 | C    | Simone Perrotta         | 17 settembre 1977 (30) | 41    | 2    | Roma          |
| 21 | C    | Andrea Pirlo            | 19 maggio 1979 (29)    | 45    | 6    | Milan         |
| 22 | C    | Alberto Aquilani        | 7 luglio 1984 (23)     | 4     | 0    | Roma          |
| 23 | D    | Marco Materazzi         | 19 agosto 1973 (34)    | 40    | 2    | Inter         |

### Romania
Allenatore:  Victor Pițurcă
Lista dei convocati resa nota il 28 maggio 2008.
| N. | Pos. | Giocatore         | Data nascita (età)    | Pres. | Reti | Squadra                      |
| -- | ---- | ----------------- | --------------------- | ----- | ---- | ---------------------------- |
| 1  | P    | Bogdan Lobonț     | 18 gennaio 1978 (30)  | 62    | 0    | Dinamo Bucarest              |
| 2  | D    | Cosmin Contra     | 15 dicembre 1975 (32) | 62    | 7    | Getafe                       |
| 3  | D    | Răzvan Raț        | 26 maggio 1981 (27)   | 47    | 1    | Šakhtar                      |
| 4  | D    | Gabriel Tamaș     | 9 novembre 1983 (24)  | 31    | 2    | Auxerre                      |
| 5  | D    | Cristian Chivu    | 26 ottobre 1980 (27)  | 58    | 3    | Inter                        |
| 6  | C    | Mirel Rădoi       | 22 marzo 1981 (27)    | 42    | 1    | Steaua Bucarest              |
| 7  | C    | Florentin Petre   | 15 gennaio 1976 (32)  | 49    | 5    | CSKA Sofia                   |
| 8  | C    | Paul Codrea       | 4 aprile 1981 (27)    | 31    | 1    | Siena                        |
| 9  | A    | Ciprian Marica    | 2 ottobre 1985 (22)   | 23    | 8    | Stoccarda                    |
| 10 | A    | Adrian Mutu       | 8 gennaio 1979 (29)   | 60    | 27   | Fiorentina                   |
| 11 | C    | Răzvan Cociș      | 19 febbraio 1983 (24) | 20    | 1    | Lokomotiv Mosca              |
| 12 | P    | Marius Popa       | 31 luglio 1978 (29)   | 1     | 0    | Politehnica Timișoara        |
| 13 | D    | Cristian Săpunaru | 5 aprile 1984 (24)    | 0     | 0    | Rapid Bucarest               |
| 14 | D    | Sorin Ghionea     | 11 maggio 1979 (29)   | 9     | 0    | Steaua Bucarest              |
| 15 | D    | Dorin Goian       | 12 dicembre 1981 (26) | 19    | 3    | Steaua Bucarest              |
| 16 | C    | Bănel Nicoliță    | 7 gennaio 1985 (23)   | 19    | 1    | Steaua Bucarest              |
| 17 | D    | Cosmin Moți       | 3 dicembre 1984 (23)  | 1     | 0    | Dinamo Bucarest              |
| 18 | A    | Marius Niculae    | 16 maggio 1981 (27)   | 29    | 13   | Inverness Caledonian Thistle |
| 19 | C    | Adrian Cristea    | 30 novembre 1983 (24) | 5     | 0    | Dinamo Bucarest              |
| 20 | C    | Nicolae Dică      | 9 maggio 1980 (28)    | 24    | 6    | Steaua Bucarest              |
| 21 | A    | Daniel Niculae    | 6 ottobre 1982 (25)   | 21    | 5    | Auxerre                      |
| 22 | D    | Ștefan Radu       | 22 ottobre 1986 (21)  | 7     | 0    | Lazio                        |
| 23 | P    | Eduard Stăncioiu  | 3 marzo 1981 (27)     | 0     | 0    | CFR Cluj                     |

### Francia
Allenatore:  Raymond Domenech
Lista dei convocati resa nota il 28 maggio 2008.
| N. | Pos. | Giocatore           | Data nascita (età)     | Pres. | Reti | Squadra             |
| -- | ---- | ------------------- | ---------------------- | ----- | ---- | ------------------- |
| 1  | P    | Steve Mandanda      | 28 marzo 1985 (22)     | 1     | 0    | Olympique Marsiglia |
| 2  | D    | Jean-Alain Boumsong | 28 dicembre 1979 (28)  | 22    | 1    | Lione               |
| 3  | D    | Éric Abidal         | 11 luglio 1979 (28)    | 33    | 0    | Barcellona          |
| 4  | C    | Patrick Vieira      | 23 giugno 1976 (31)    | 105   | 6    | Inter               |
| 5  | D    | William Gallas      | 17 agosto 1977 (30)    | 60    | 2    | Arsenal             |
| 6  | C    | Claude Makélélé     | 18 febbraio 1973 (35)  | 65    | 0    | Chelsea             |
| 7  | C    | Florent Malouda     | 13 giugno 1980 (27)    | 36    | 3    | Chelsea             |
| 8  | A    | Nicolas Anelka      | 14 marzo 1979 (29)     | 45    | 11   | Chelsea             |
| 9  | A    | Karim Benzema       | 19 dicembre 1987 (20)  | 9     | 3    | Lione               |
| 10 | A    | Sidney Govou        | 27 luglio 1979 (28)    | 30    | 7    | Lione               |
| 11 | C    | Samir Nasri         | 20 giugno 1987 (20)    | 8     | 2    | Olympique Marsiglia |
| 12 | A    | Thierry Henry       | 17 agosto 1977 (30)    | 98    | 44   | Barcellona          |
| 13 | D    | Patrice Evra        | 15 maggio 1981 (27)    | 10    | 0    | Manchester Utd      |
| 14 | D    | François Clerc      | 18 aprile 1983 (25)    | 10    | 0    | Lione               |
| 15 | D    | Lilian Thuram       | 1º gennaio 1972 (36)   | 139   | 2    | Barcellona          |
| 16 | P    | Sébastien Frey      | 18 marzo 1980 (28)     | 2     | 0    | Fiorentina          |
| 17 | D    | Sébastien Squillaci | 11 agosto 1980 (27)    | 12    | 0    | Lione               |
| 18 | A    | Bafétimbi Gomis     | 8 giugno 1985 (22)     | 1     | 2    | Saint-Étienne       |
| 19 | D    | Willy Sagnol        | 18 marzo 1977 (31)     | 55    | 0    | Bayern Monaco       |
| 20 | C    | Jérémy Toulalan     | 10 settembre 1983 (24) | 10    | 0    | Lione               |
| 21 | C    | Lassana Diarra      | 10 marzo 1985 (23)     | 11    | 0    | Portsmouth          |
| 22 | C    | Franck Ribéry       | 1º aprile 1983 (24)    | 24    | 2    | Bayern Monaco       |
| 23 | P    | Grégory Coupet      | 31 dicembre 1972 (35)  | 28    | 0    | Lione               |

## Gruppo D

### Grecia
Allenatore:  Otto Rehhagel
Lista dei convocati resa nota il 28 maggio 2008.
| N. | Pos. | Giocatore              | Data nascita (età)    | Pres. | Reti | Squadra               |
| -- | ---- | ---------------------- | --------------------- | ----- | ---- | --------------------- |
| 1  | P    | Antōnīs Nikopolidīs    | 14 ottobre 1971 (36)  | 86    | 0    | Olympiakos            |
| 2  | D    | Geōrgios Seïtaridīs    | 4 giugno 1981 (27)    | 55    | 1    | Atlético Madrid       |
| 3  | D    | Chrīstos Patsatzoglou  | 19 marzo 1979 (29)    | 29    | 1    | Olympiakos            |
| 4  | D    | Nikos Spyropoulos      | 10 ottobre 1983 (24)  | 4     | 0    | Panathīnaïkos         |
| 5  | D    | Traïanos Dellas        | 31 gennaio 1976 (32)  | 41    | 1    | AEK Atene             |
| 6  | C    | Aggelos Mpasinas       | 3 gennaio 1976 (32)   | 87    | 7    | Maiorca               |
| 7  | A    | Giōrgos Samaras        | 21 febbraio 1985 (23) | 17    | 3    | Celtic                |
| 8  | C    | Stelios Giannakopoulos | 12 luglio 1974 (33)   | 74    | 12   | Bolton                |
| 9  | A    | Angelos Charisteas     | 9 febbraio 1980 (28)  | 63    | 18   | Norimberga            |
| 10 | C    | Giōrgos Karagkounīs    | 6 marzo 1977 (31)     | 72    | 6    | Panathīnaïkos         |
| 11 | D    | Loukas Vyntra          | 5 febbraio 1981 (27)  | 18    | 0    | Panathīnaïkos         |
| 12 | P    | Konstantinos Chalkias  | 30 maggio 1974 (34)   | 15    | 0    | Aris Salonicco        |
| 13 | P    | Alexandros Tzorvas     | 12 agosto 1982 (25)   | 0     | 0    | OFI Creta             |
| 14 | A    | Dimitris Salpingidis   | 10 agosto 1981 (26)   | 19    | 1    | AEK Atene             |
| 15 | D    | Vasilīs Torosidīs      | 10 giugno 1985 (22)   | 12    | 0    | Olympiakos            |
| 16 | D    | Sotirios Kyrgiakos     | 23 luglio 1979 (28)   | 37    | 4    | Eintracht Francoforte |
| 17 | A    | Theofanis Gekas        | 23 maggio 1980 (28)   | 26    | 6    | Bayer Leverkusen      |
| 18 | D    | Giannīs Gkoumas        | 24 maggio 1975 (33)   | 45    | 0    | Panathīnaïkos         |
| 19 | D    | Paraskevas Antzas      | 18 agosto 1976 (31)   | 23    | 0    | Olympiakos            |
| 20 | A    | Ioannis Amanatidis     | 3 dicembre 1981 (26)  | 25    | 3    | Eintracht Francoforte |
| 21 | C    | Kōstas Katsouranīs     | 26 giugno 1979 (28)   | 47    | 6    | Benfica               |
| 22 | A    | Alexandros Tziolīs     | 13 febbraio 1985 (23) | 8     | 0    | Panathīnaïkos         |
| 23 | A    | Nikos Liberopoulos     | 4 settembre 1975 (32) | 59    | 13   | AEK Atene             |

### Svezia
Allenatore:  Lars Lagerbäck
Lista dei convocati resa nota il 13 maggio 2008.
| N. | Pos. | Giocatore             | Data nascita (età)     | Pres. | Reti | Squadra             |
| -- | ---- | --------------------- | ---------------------- | ----- | ---- | ------------------- |
| 1  | P    | Andreas Isaksson      | 3 ottobre 1981 (26)    | 55    | 0    | Manchester City     |
| 2  | D    | Mikael Nilsson        | 24 giugno 1978 (29)    | 46    | 3    | Panathīnaïkos       |
| 3  | D    | Olof Mellberg         | 3 settembre 1977 (30)  | 81    | 4    | Aston Villa         |
| 4  | D    | Petter Hansson        | 14 dicembre 1976 (31)  | 31    | 1    | Rennes              |
| 5  | D    | Fredrik Stoor         | 28 febbraio 1984 (24)  | 4     | 0    | Rosenborg           |
| 6  | C    | Tobias Linderoth      | 21 aprile 1979 (29)    | 74    | 2    | Galatasaray         |
| 7  | C    | Niclas Alexandersson  | 19 dicembre 1971 (36)  | 107   | 7    | IFK Göteborg        |
| 8  | C    | Anders Svensson       | 17 luglio 1976 (31)    | 89    | 15   | Elfsborg            |
| 9  | C    | Fredrik Ljungberg     | 16 aprile 1977 (31)    | 71    | 14   | West Ham            |
| 10 | A    | Zlatan Ibrahimović    | 3 ottobre 1981 (26)    | 49    | 18   | Inter               |
| 11 | A    | Johan Elmander        | 27 maggio 1981 (27)    | 34    | 11   | Tolosa              |
| 12 | P    | Rami Shaaban          | 30 giugno 1975 (32)    | 15    | 0    | Hammarby            |
| 13 | P    | Johan Wiland          | 24 gennaio 1981 (27)   | 3     | 0    | Elfsborg            |
| 14 | D    | Daniel Majstorović    | 5 aprile 1977 (31)     | 15    | 1    | Basilea             |
| 15 | D    | Andreas Granqvist     | 16 aprile 1985 (23)    | 3     | 0    | Helsingborg         |
| 16 | C    | Kim Källström         | 24 agosto 1982 (25)    | 54    | 8    | Lione               |
| 17 | A    | Henrik Larsson        | 20 settembre 1971 (36) | 94    | 36   | Helsingborg         |
| 18 | C    | Sebastian Larsson     | 6 giugno 1985 (23)     | 3     | 0    | Birmingham City     |
| 19 | C    | Daniel Andersson      | 28 agosto 1977 (30)    | 62    | 0    | Malmö FF            |
| 20 | A    | Marcus Allbäck        | 5 luglio 1973 (34)     | 72    | 30   | Copenhagen          |
| 21 | C    | Christian Wilhelmsson | 8 dicembre 1979 (28)   | 50    | 4    | Deportivo La Coruña |
| 22 | A    | Markus Rosenberg      | 27 settembre 1982 (25) | 21    | 6    | Werder Brema        |
| 23 | D    | Mikael Dorsin         | 6 ottobre 1981 (26)    | 12    | 0    | CFR Cluj            |

### Spagna
Allenatore:  Luis Aragonés
Lista dei convocati resa nota il 17 maggio 2008.
| N. | Pos. | Giocatore         | Data nascita (età)    | Pres. | Reti | Squadra        |
| -- | ---- | ----------------- | --------------------- | ----- | ---- | -------------- |
| 1  | P    | Iker Casillas     | 20 maggio 1981 (26)   | 75    | 0    | Real Madrid    |
| 2  | D    | Raúl Albiol       | 4 settembre 1985 (22) | 2     | 0    | Valencia       |
| 3  | D    | Fernando Navarro  | 25 giugno 1982 (26)   | 0     | 0    | Maiorca        |
| 4  | D    | Carlos Marchena   | 31 luglio 1979 (28)   | 40    | 2    | Valencia       |
| 5  | D    | Carles Puyol      | 13 aprile 1978 (30)   | 58    | 1    | Barcellona     |
| 6  | C    | Andrés Iniesta    | 11 maggio 1984 (24)   | 22    | 5    | Barcellona     |
| 7  | A    | David Villa       | 3 dicembre 1981 (26)  | 30    | 13   | Valencia       |
| 8  | C    | Xavi              | 25 gennaio 1980 (28)  | 55    | 5    | Barcellona     |
| 9  | A    | Fernando Torres   | 20 marzo 1984 (24)    | 46    | 15   | Liverpool      |
| 10 | C    | Cesc Fàbregas     | 4 maggio 1987 (21)    | 24    | 0    | Arsenal        |
| 11 | D    | Joan Capdevila    | 3 febbraio 1978 (30)  | 14    | 2    | Villarreal     |
| 12 | C    | Santiago Cazorla  | 13 dicembre 1984 (23) | 0     | 0    | Villarreal     |
| 13 | P    | Andrés Palop      | 22 ottobre 1973 (34)  | 0     | 0    | Siviglia       |
| 14 | C    | Xabi Alonso       | 25 novembre 1981 (26) | 41    | 1    | Liverpool      |
| 15 | D    | Sergio Ramos      | 30 marzo 1986 (22)    | 31    | 4    | Real Madrid    |
| 16 | A    | Sergio García     | 9 giugno 1983 (24)    | 0     | 0    | Real Saragozza |
| 17 | A    | Daniel Güiza      | 17 agosto 1980 (27)   | 2     | 0    | Maiorca        |
| 18 | D    | Álvaro Arbeloa    | 17 gennaio 1983 (25)  | 1     | 0    | Liverpool      |
| 19 | C    | Marcos Senna      | 17 luglio 1976 (31)   | 9     | 0    | Villarreal     |
| 20 | D    | Juanito           | 23 luglio 1976 (31)   | 22    | 2    | Betis Siviglia |
| 21 | C    | David Silva       | 8 gennaio 1986 (22)   | 12    | 2    | Valencia       |
| 22 | C    | Rubén de la Red   | 5 giugno 1985 (22)    | 0     | 0    | Getafe         |
| 23 | P    | José Manuel Reina | 31 agosto 1982 (25)   | 9     | 0    | Liverpool      |

### Russia
Allenatore:  Guus Hiddink
Lista dei convocati resa nota il 27 maggio 2008.
| N. | Pos. | Giocatore             | Data nascita (età)     | Pres. | Reti | Squadra                |
| -- | ---- | --------------------- | ---------------------- | ----- | ---- | ---------------------- |
| 1  | P    | Igor' Akinfeev        | 8 aprile 1986 (22)     | 19    | 0    | CSKA Mosca             |
| 2  | D    | Vasilij Berezuckij    | 20 giugno 1982 (25)    | 26    | 1    | CSKA Mosca             |
| 3  | D    | Renat Janbaev         | 7 aprile 1984 (24)     | 0     | 0    | Lokomotiv Mosca        |
| 4  | D    | Sergej Ignaševič      | 14 luglio 1979 (28)    | 36    | 3    | CSKA Mosca             |
| 5  | D    | Aleksej Berezuckij    | 20 giugno 1982 (25)    | 30    | 0    | CSKA Mosca             |
| 6  | A    | Roman Adamov          | 21 giugno 1982 (25)    | 1     | 0    | FK Mosca               |
| 7  | C    | Dmitrij Torbinskij    | 28 aprile 1984 (24)    | 8     | 1    | Lokomotiv Mosca        |
| 8  | D    | Denis Kolodin         | 11 gennaio 1982 (26)   | 11    | 0    | Dinamo Mosca           |
| 9  | A    | Ivan Saenko           | 17 ottobre 1983 (24)   | 6     | 0    | Norimberga             |
| 10 | A    | Andrej Aršavin        | 29 maggio 1981 (27)    | 33    | 10   | Zenit San Pietroburgo  |
| 11 | C    | Sergej Semak          | 27 febbraio 1976 (32)  | 44    | 4    | Rubin                  |
| 12 | P    | Vladimir Gabulov      | 19 ottobre 1983 (24)   | 5     | 0    | Amkar Perm'            |
| 13 | C    | Oleg Ivanov           | 4 agosto 1986 (21)     | 0     | 0    | Kryl'ja Sovetov Samara |
| 14 | D    | Roman Širokov         | 6 luglio 1981 (26)     | 2     | 0    | Zenit San Pietroburgo  |
| 15 | C    | Dinijar Biljaletdinov | 27 febbraio 1985 (23)  | 20    | 2    | Lokomotiv Mosca        |
| 16 | P    | Vjačeslav Malafeev    | 4 marzo 1979 (29)      | 15    | 0    | Zenit San Pietroburgo  |
| 17 | C    | Konstantin Zyrjanov   | 5 ottobre 1977 (30)    | 10    | 0    | Zenit San Pietroburgo  |
| 18 | C    | Jurij Žirkov          | 20 agosto 1983 (24)    | 17    | 0    | CSKA Mosca             |
| 19 | A    | Roman Pavljučenko     | 15 dicembre 1981 (26)  | 15    | 4    | Spartak Mosca          |
| 20 | C    | Igor' Semšov          | 6 aprile 1978 (30)     | 24    | 0    | Dinamo Mosca           |
| 21 | A    | Dmitrij Syčёv         | 26 ottobre 1983 (24)   | 38    | 15   | Lokomotiv Mosca        |
| 22 | D    | Aleksandr Anjukov     | 28 settembre 1982 (25) | 30    | 1    | Zenit San Pietroburgo  |
| 23 | C    | Vladimir Bystrov      | 31 gennaio 1984 (24)   | 17    | 3    | Spartak Mosca          |